# Pilema thoracica
Pilema thoracica är en kackerlacksart som först beskrevs av Walker, F. 1868.  Pilema thoracica ingår i släktet Pilema och familjen jättekackerlackor. Inga underarter finns listade i Catalogue of Life.